# Tessy Bortfeldt
Tessy Bortfeldt (* 1925 in Hamburg) ist eine deutsche Schauspielerin, Autorin, Synchron- und Hörspielsprecherin.

## Leben
Tessy Bortfeldt (auch Tessy Fehring und Tessy Fehring-Bortfeldt) wurde in Hamburg geboren. Nach dem Abitur 1944 wurde sie zum Reichsarbeitsdienst eingezogen. Nach dem Ende des Zweiten Weltkriegs absolvierte sie eine Bibliothekar-Ausbildung und begann parallel ein Schauspielstudium, das sie am Deutschen Schauspielhaus in Hamburg abschloss. Ihre ersten Engagements hatte sie am Theater in Worpswede, am Ohnsorg-Theater in Hamburg und am Rheinischen Landestheater Neuss. Dem Schauspieler sowie Film- und Fernsehautor Kurt Bortfeldt folgte sie in den 1950er Jahren nach Ost-Berlin, heiratete ihn und bekam zwei Söhne.
Die nächsten Aufgaben bestanden in der Erziehung der Kinder und der Unterstützung ihres Mannes bei seinen Drehbucharbeiten. Daneben war sie freischaffend tätig für das Fernsehen der DDR, den Rundfunk der DDR und das Synchronstudio der DEFA tätig. Es folgten Auftritte an den Theatern in Zittau, Döbeln und Greifswald. Nach Beendigung dieser Phase widmete sie sich wieder in Berlin der freischaffenden Arbeit, so schrieb sie zum Beispiel für das Synchronstudio der DEFA die Dialogbücher. Angeregt durch diese Tätigkeit schrieb sie mehrere Nachdichtungen. Das Schicksal ihrer Söhne, die in der DDR wegen oppositioneller Initiativen in Haft saßen, verarbeitet sie durch eigene Lyrik. Nach dem Tod ihres Mannes schrieb sie weiter an dem bereits begonnenen autobiografischen Roman Frühes Licht und späte Schatten – Das Leben der Marie Goslich – eine preußische Biografie, der 2005 veröffentlicht wurde.

## Filmografie
- 1969: Zeit zu leben
- 1970: Junge Frau von 1914 (Fernseh-Zweiteiler)
- 1973: Der Staatsanwalt hat das Wort: Die Kraftprobe (Fernsehreihe)
- 1976:  Die Leiden des jungen Werthers
- 1976: Liebesfallen
- 1980: Die Verlobte
- 1981: Der ungebetene Gast (Fernseh-Zweiteiler)
- 1982: Familie Rechlin (Fernseh-Zweiteiler)
- 1982: Der Staatsanwalt hat das Wort: Ich bin Joop van der Dalen
- 1986: Polizeiruf 110: Gier (Fernsehreihe)

## Hörspiele
- 1968: Karl-Heinrich Bonn/Maria Bonn: Schweigekur (Schwester Irene) – Regie: Fritz Göhler (Hörspiel – Rundfunk der DDR)
- 1968: Siegfried Pfaff: Kostja, der Funker (Frau Gotowszewa) – Regie: Detlef Kurzweg (Kinderhörspiel (2 Teile) – Rundfunk der DDR)
- 1969: Dieter Müller: Gesucht wird – Der Rote Feldpostmeister (Frau Motteler) – Regie: Detlef Kurzweg (Kinderhörspiel – Rundfunk der DDR)
- 1970: Manfred Engelhardt: Der falsche Australier (Großmutter) – Regie: Werner Grunow (Hörspiel – Rundfunk der DDR)
- 1970: Werner Heiduczek: Die Brüder – Regie: Fritz Göhler (Hörspiel – Rundfunk der DDR)
- 1971: Karl-Heinz Jakobs: Letzter Tag unter der Erde (Liesbeth) – Regie: Gert Andreae (Hörspiel – Rundfunk der DDR)
- 1971: Joachim Walther: Ein Dorf auf dieser Erde – Regie: Fritz Göhler (Hörspiel – Rundfunk der DDR)
- 1972: Brigitte Tenzler: Chiffre 13 13 (Frau Liesegang) – Regie: Joachim Gürtner (Kurzhörspiel aus der Reihe Neumann, zweimal klingeln – Rundfunk der DDR)
- 1972: Hans-Jürgen Bloch: Der Cheffahrer oder 18 Kapitel über Matthias Motter (Mutter) – Regie: Barbara Plensat (Hörspiel – Rundfunk der DDR)
- 1973: Joachim Witte: Herrenbesuch (Frau Gröper) – Regie: Joachim Gürtner (Kurzhörspiel aus der Reihe Neumann, zweimal klingeln – Rundfunk der DDR)
- 1974: Brigitte Gotthardt: Treffpunkt Cafe Corso (Frau Möckel) – Regie: Joachim Gürtner (Kurzhörspiel aus der Reihe Neumann, zweimal klingeln – Rundfunk der DDR)
- 1976: Rosemarie Fret: Das Schattenkreuz (Elisabeth) – Regie: Fritz Göhler (Hörspiel – Rundfunk der DDR)
- 1976: Linda Teßmer: Kennzeichen: Rosa Nelke – Regie: Fritz Göhler (Hörspiel – Rundfunk der DDR)
- 1977: Gerhard Rentzsch: Der Stein (Frau Schönwald) – Regie: Fritz Göhler (Hörspiel – Rundfunk der DDR)
- 1978: Heinz-Jürgen Zierke: Vater wird Held (Frau Grollmann) – Regie: Klaus Zippel (Kinderhörspiel – Rundfunk der DDR)
- 1980: Ulrich Waldner: Urlaub mit Ulrike (alte Dame) – Regie: Joachim Gürtner (Kurzhörspiel aus der Reihe Neumann, zweimal klingeln – Rundfunk der DDR)
- 1980: Hans Bräunlich: Nichts ist vergessen und niemand (Ärztin) – Regie: Fritz Göhler (Hörspiel – Rundfunk der DDR)
- 1982: Helmut Bez: In ihrem Sinne – Regie: Fritz Göhler (Hörspiel – Rundfunk der DDR)
- 1982: Gerhard Jäckel: Erste Hilfe (Frau Schneller) – Regie: Joachim Gürtner (Kurzhörspiel aus der Reihe Neumann, zweimal klingeln – Rundfunk der DDR)
- 1983: Gabriele Stave: Entscheidung für Zernau (Frau Czibulka) – Regie: Joachim Gürtner (Kurzhörspiel – Rundfunk der DDR)
- 1985: Kurt Tucholsky: Rheinsberg: Ein Bilderbuch für Verliebte – Regie: Barbara Plensat (Hörspiel – Rundfunk der DDR)
- 1987: Hans Siebe: Gastspiel in Dabentin (Steffi Seidel) – Regie: Hans Knötzsch (Kriminalhörspiel – Rundfunk der DDR)

## Synchronisation (Dialogbuch)
- 1946 (1987): Jagd auf Spieldosen
- 1984: Die letzten Tage von Pompeji (Fernsehserie)

## Werke
- 2005: Frühes Licht und späte Schatten – Das Leben der Marie Goslich – eine preußische Biografie; Märkischer Verlag Wilhelmshorst; ISBN 3-931329-42-9